# Levels (bài hát của Avicii)
"Levels" (viết cách điệu là "LE7ELS") là một bài hát progressive house của Avicii. Phiên bản đầu tiên của bài hát được Avicii chơi trong một buổi biểu diễn Essential Mix tháng 2 năm 2010, trong khi phiên bản cuối cùng có sự góp giọng của Etta James được trình diễn ở Lễ hội âm nhạc Ultra tháng 3 năm 2011. "Levels" được phát hành chính thức ngày 28 tháng 10 năm 2011 và đạt vị trí quán quân ở Thụy Điển và trên các bảng xếp hạng nhạc dance ở Hoa Kỳ, đồng thời nằm trong tốp 10 của những quốc gia Áo, Bỉ, Bosnia-Herzegovina, Croatia, Đan Mạch, Đức, Hy Lạp, Hungary, Ireland, Ý, Hà Lan, Na Uy, Thụy Điển và Vương quốc Anh.

## Xếp hạng và doanh số
| Xếp hạng (2011–12)                  | Vị trí cao nhất |
| ----------------------------------- | --------------- |
| Úc (ARIA)                           | 24              |
| Áo (Ö3 Austria Top 40)              | 4               |
| Bỉ (Ultratop 50 Flanders)           | 4               |
| Bỉ (Ultratop 50 Wallonia)           | 5               |
| Canada (Canadian Hot 100)           | 36              |
| Croatia (Airplay Radio Chart)       | 7               |
| Cộng hòa Séc (Rádio Top 100)        | 9               |
| Đan Mạch (Tracklisten)              | 3               |
| Phần Lan (Suomen virallinen lista)  | 10              |
| Pháp (SNEP)                         | 14              |
| Đức (GfK)                           | 6               |
| Hungary (Dance Top 40)              | 1               |
| Hungary (Rádiós Top 40)             | 1               |
| Ireland (IRMA)                      | 3               |
| Ý (FIMI)                            | 4               |
| Luxembourg (Billboard)              | 5               |
| Hà Lan (Dutch Top 40)               | 4               |
| Netherlands (Mega Dance Top 30)     | 1               |
| Hà Lan (Single Top 100)             | 4               |
| Netherlands (Mega Top 50)           | 4               |
| Na Uy (VG-lista)                    | 1               |
| New Zealand (Recorded Music NZ)     | 14              |
| Ba Lan (Dance Top 50)               | 11              |
| Romania (Romanian Top 100)          | 36              |
| Scotland (OCC)                      | 1               |
| Slovakia (Rádio Top 100)            | 1               |
| Tây Ban Nha (PROMUSICAE)            | 28              |
| Thụy Điển (Sverigetopplistan)       | 1               |
| Thụy Sĩ (Schweizer Hitparade)       | 5               |
| Anh Quốc Dance (OCC)                | 1               |
| Anh Quốc (OCC)                      | 4               |
| Hoa Kỳ Billboard Hot 100            | 60              |
| Hoa Kỳ Pop Airplay (Billboard)      | 33              |
| Hoa Kỳ Dance Club Songs (Billboard) | 1               |

| Xếp hạng (2011)            | Vị trí |
| -------------------------- | ------ |
| German Singles Chart       | 75     |
| Polish Dance Singles Chart | 63     |

| Xếp hạng (2012)                   | Vị trí |
| --------------------------------- | ------ |
| Hungary (Rádiós Top 40)           | 11     |
| Đức (Media Control AG)            | 23     |
| UK Singles Chart                  | 59     |
| US Billboard Hot Dance Club Songs | 32     |

| Quốc gia                 | Chứng nhận  | Số đơn vị/doanh số chứng nhận |
| ------------------------ | ----------- | ----------------------------- |
| Úc (ARIA)                | 4× Platinum | 280.000^                      |
| Áo (IFPI Áo)             | Platinum    | 30.000*                       |
| Bỉ (BEA)                 | Platinum    | 30.000*                       |
| Canada (Music Canada)    | Gold        | 40.000*                       |
| Đan Mạch (IFPI Đan Mạch) | Platinum    | 30.000^                       |
| Đức (BVMI)               | 3× Gold     | 750.000^                      |
| Ý (FIMI)                 | 2× Platinum | 60.000*                       |
| New Zealand (RMNZ)       | Gold        | 0*                            |
| Na Uy (IFPI)             | 5× Platinum | 50.000*                       |
| Thụy Điển (GLF)          | 8× Platinum | 160.000‡                      |
| Thụy Sĩ (IFPI)           | 2× Platinum | 60.000^                       |
| Anh Quốc (BPI)           | Platinum    | 600.000^                      |
| Hoa Kỳ (RIAA)            | Platinum    | 1,660,000                     |
| Streaming                |             |                               |
| Đan Mạch (IFPI Đan Mạch) | 3× Platinum | 2,700,000^                    |

### Xếp hạng mọi thời đại
| Xếp hạng                   | Vị trí |
| -------------------------- | ------ |
| Sweden (Sverigetopplistan) | 1      |